# Aya Kitō
Aya Kitō (?, 木藤 亜也, Kitō Aya; Toyohashi, 19 luglio 1962 – Tokyo, 23 maggio 1988) è stata una scrittrice giapponese autrice di un diario.

## Biografia
Nata il 19 luglio 1962 a Toyohashi dall'infermiera Shioka e dall'impiegato Mizuno, durante il terzo anno di scuola media ha cominciato a soffrire di debolezza e perdita dell'equilibro risultando affetta da atassia spinocerebellare, una malattia degenerativa incurabile che provoca una progressiva perdita delle funzioni motorie del corpo.
All'età di 14 anni ha iniziato a scrivere un diario annotando le esperienze e la degenerazione della malattia nonostante la quale è riuscita a terminare il liceo e ha proseguito gli studi in una scuola per disabili.
Costretta all'immobilità, è morta il 23 maggio 1988 a Tokyo due mesi prima di compiere 26 anni.
Pubblicato nel 1986, il libro di memorie è diventato con gli anni un libro culto in Giappone dove ha venduto più di 1 milione di copie e nel 2005 è stato trasposto in pellicola cinematografica e dorama di 11 episodi.
L'opera è stata tradotta in italiano soltanto nel 2019 da Caterina Zolea che nel 2012 aveva dedicato la sua tesi di laurea proprio a una proposta di traduzione dell'opera.
Nel 2009 la madre di Aya, Shioka, ha pubblicato un libro di memorie nel quale ha raccontato il suo rapporto con la figlia.

## Opere
- Un litro di lacrime (Ichi Rittoru no Namida, 1986), Milano, Rizzoli, 2019 traduzione di Caterina Zolea ISBN 978-88-17-14342-4.

## Adattamenti cinematografici
- 1 litre no namida, regia di Riki Okamura (2005)

## Adattamenti televisivi
- 1 litre no namida dorama, regia di Masanori Murakami (2005)